# Fran Kurniawan
Fran Kurniawan Teng (* 1. April 1985 in Palembang) ist ein indonesischer Badmintonspieler. 

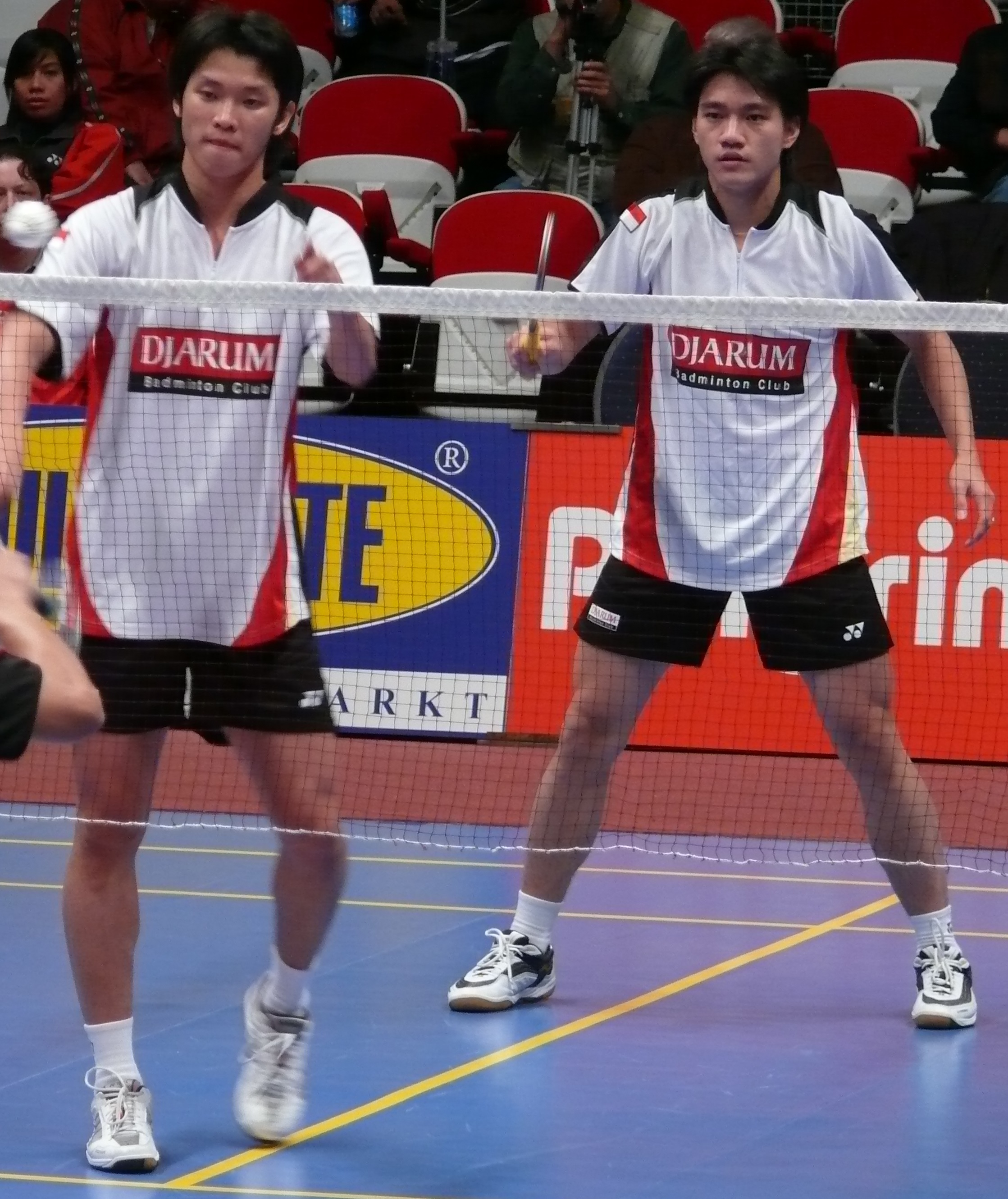
Fran Kurniawan and Rendra Wijaya

## Karriere
Fran Kurniawan gewann 2008 im Mixed mit Shendy Puspa Irawati den Volant d’Or de Toulouse und die Finnish International. Im Doppel mit Rendra Wijaya siegte er im gleichen Jahr bei den Dutch Open, Spanish International und den Finnish International.

## Sportliche Erfolge
| Saison | Veranstaltung           | Disziplin    | Platz | Name                                  |
| ------ | ----------------------- | ------------ | ----- | ------------------------------------- |
| 2007   | Dutch Open              | Herrendoppel | 2     | Fran Kurniawan / Rendra Wijaya        |
| 2007   | German Open             | Herrendoppel | 3     | Fran Kurniawan / Sigit Budiarto       |
| 2008   | Volant d’Or de Toulouse | Mixed        | 1     | Fran Kurniawan / Shendy Puspa Irawati |
| 2008   | Finnish International   | Mixed        | 1     | Fran Kurniawan / Shendy Puspa Irawati |
| 2008   | Finnish International   | Herrendoppel | 1     | Fran Kurniawan / Rendra Wijaya        |
| 2008   | Spanish International   | Herrendoppel | 1     | Fran Kurniawan / Rendra Wijaya        |
| 2008   | Vietnam Open            | Herrendoppel | 2     | Fran Kurniawan / Rendra Wijaya        |
| 2008   | Bulgaria Open           | Herrendoppel | 2     | Fran Kurniawan / Rendra Wijaya        |
| 2008   | Bulgaria Open           | Mixed        | 2     | Fran Kurniawan / Shendy Puspa Irawati |
| 2008   | Dutch Open              | Herrendoppel | 1     | Fran Kurniawan / Rendra Wijaya        |
| 2009   | New Zealand Open        | Mixed        | 1     | Fran Kurniawan / Pia Zebadiah         |
| 2012   | India Open Grand Prix   | Mixed        | 1     | Fran Kurniawan / Shendy Puspa Irawati |
| 2015   | Vietnam International   | Mixed        | 1     | Fran Kurniawan / Komala Dewi          |